# Labena petita
Labena petita là một loài tò vò trong họ Ichneumonidae.